# Сенеферка
Сенеферка (Секанефер, Неферсека) — горове ім'я давньоєгипетського фараона кінця I династії.

## Ім'я
Зображення Сенеферки було знайдено на нечисленних посудинах, тому точний період його правління невідомий. Навіть його ім'я є предметом дискусій, оскільки є численні варіації порядку чергування ієрогліфів у королівському сереху. Так, наприклад, Захі Хавасс вважає, що його ім'я вимовлялось Нефер-Сієка. В одній мастабі, знайденій 2005 року в Саккарі, це ім'я з'являлось безліч разів. Такі знахідки, однак, дотепер не були представлені публіці.